# 远志木蓝
远志木蓝（学名：Indigofera squalida），为豆科木蓝属下的一个种。

## 扩展阅读
維基物種上的相關：远志木蓝